# Koslowski (Adelsgeschlecht)

Das Wappen des Hauses Koslowski

Die Fürsten Koslowski (russisch Козловский) waren ein russisches Adelsgeschlecht, das zu den Rurikiden gehörte. Sie entstammten einer Seitenlinie der Fürsten von Smolensk und führten ihren Namen von der Stadt Koslow östlich von Smolensk. Sie dienten im 15. Jahrhundert den Monarchen des Großfürstentums Litauen und ab 1509 den russischen Großfürsten und Zaren. Das verzweigte Geschlecht brachte zahlreiche Woiwoden und Statthalter hervor. Einige Fürsten Koslowski waren in der Opritschnina des Zaren Iwans des Schrecklichen. Der Fürst Saweli Iwanowitsch Koslowski gründete 1641 die Stadt Saransk, heute Hauptstadt Mordowiens. Ein anderer Vertreter dieses Geschlechts Grigori Afanassjewitsch Koslowski war ein prominenter Staatsmann und Feldherr in der zweiten Hälfte des 17. Jahrhunderts und der Gründer der Stadt Sysran. Der Fürst Pjotr Borissowitsch Koslowski (1783–1840) war ein Schriftsteller und Diplomat sowie Onkel des Komponisten Alexander Dargomyschski.